# Ulica Rolna w Warszawie

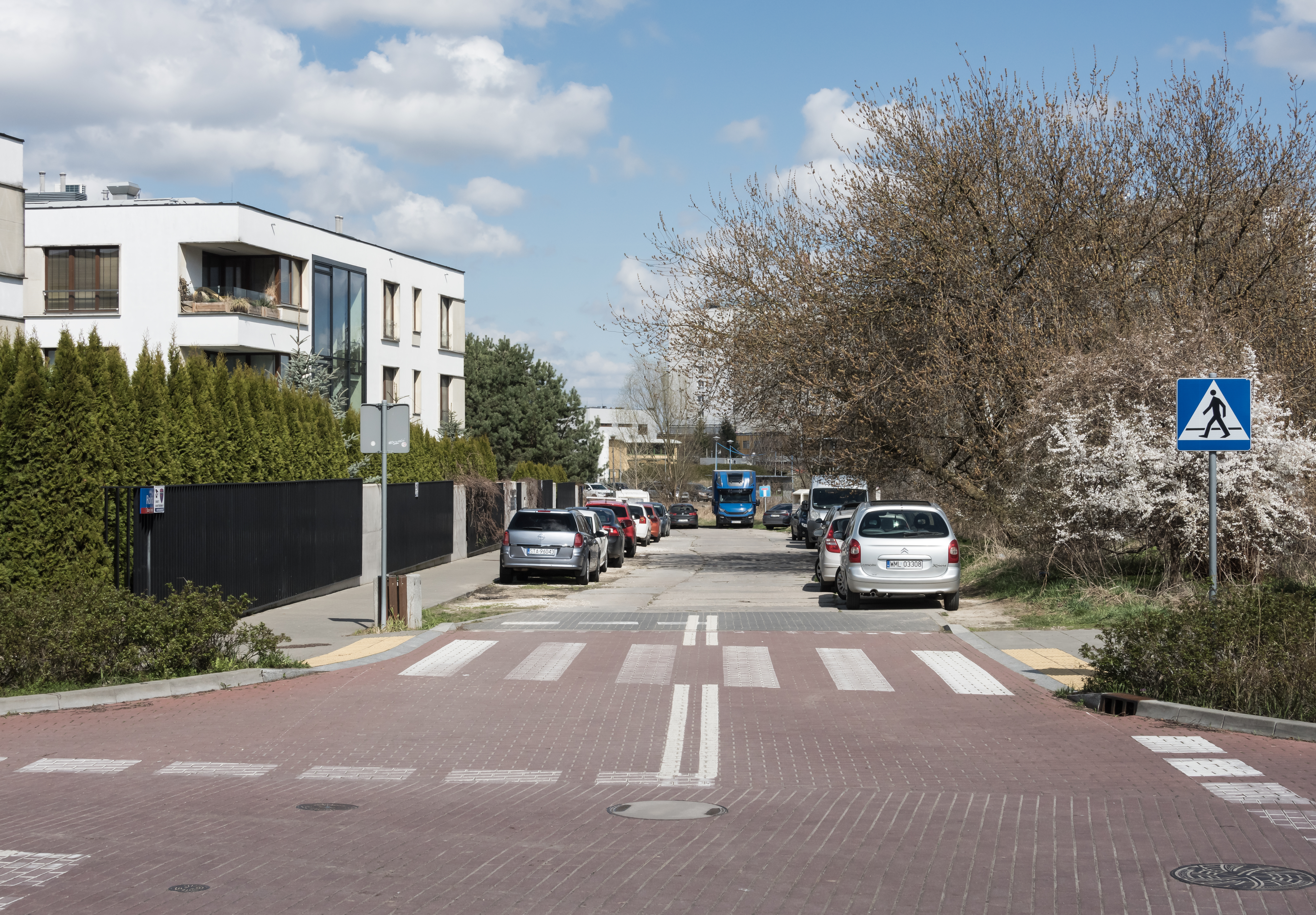
Ursynowski odcinek ulicy

Ulica Rolna – ulica w warszawskich dzielnicach Mokotów i Ursynów.

## Historia
Ulica Rolna prowadziła od 1939 na południe od alei Wilanowskiej. W latach 60. przedłużono ją do Lasu Kabackiego. W następstwie budowy osiedla bloków mieszkalnych Ursynów ulica została podzielona na kilka odcinków.

## Przebieg
Ulica składa się z dwóch odległych od siebie odcinków:
- odcinek mokotowski – odcinek biegnący od al. Wilanowskiej do ul. Wałbrzyskiej między blokami z ramy H. Na tym fragmencie liczącym 500 m droga krzyżuje się tylko z ul. Niedźwiedzią. Od czasu dokończenia budowy al. Komisji Edukacji Narodowej i ul. Bukowińskiej jest fragmentem głównej arterii łączącej Ursynów z Mokotowem.

- odcinek ursynowski – fragment drogi od ul. Moczydłowskiej do ul. Pustułeczki. W sumie 1,4 km ulicy. Ślepo zakończony odcinek do skrzyżowania z ul. Płaskowickiej, jest w większości drogą gruntową. Fragment od ul. Płaskowickiej do ul. Pustułeczki jest już drogą asfaltową. Ten odcinek również nie jest połączony z Płaskowickiej.

W 2015 formalnie zniesiono nazwę ulicy Rolnej dla odcinków wówczas nieistniejących, tj. między Doliną Służewiecką a ulicą Makolągwy oraz na południe od ul. Płaskowickiej. Istniejącemu nadal odcinkowi przy ulicy Moczydłowskiej zmieniono nazwę na Gminna. W 2017 zniesiono nazwę dla odcinka niegdyś znajdującego się między Doliną Służewiecką a ulicą Wałbrzyską.

## Ważniejsze obiekty
- Polski Komitet Narodowy UNICEF (nr 175D)